# トブルク戦線
『トブルク戦線』（トブルクせんせん、英: Tobruk）は、1967年のアメリカ映画。

## あらすじ
1942年、ドイツ軍に占領されたトブルクの燃料貯蔵施設を破壊しDAK（ドイツアフリカ軍団）の補給を絶つべく、ドイツ軍ブランデンブルク隊に偽装したドイツ系ユダヤ人部隊SIGの協力を得て侵入する作戦がイギリス軍コマンド部隊に下令された。
作戦開始に当たり、ヴィシーフランス軍捕虜となったLRDG（長距離砂漠挺身隊）のクレイグ少佐がSIGの手により奪還される。元スタンダード石油勤務で砂漠戦に長けたクレイグ少佐が補佐しハーカー大佐の指揮の下、イギリス兵は捕虜、バーグマン大尉率いるSIG部隊は護送役としてLRDGの拠点クフラより出発する。
敵味方の入り混じる過酷なサハラ砂漠を長距離突破し、イギリス空軍と海軍、海兵隊の支援で沿岸砲台と燃料貯蔵施設を破壊するという大規模な作戦だったのだが、彼らに様々な困難が立ちはだかる。

## キャスト
| 役名                   | 俳優                     | 日本語吹替                                  |
| 役名                   | 俳優                     | NETテレビ版                                 |
| ---------------------- | ------------------------ | ------------------------------------------- |
| ドナルド・クレイグ少佐 | ロック・ハドソン         | 井上孝雄                                    |
| バーグマン大尉         | ジョージ・ペパード       | 小林昭二                                    |
| ハーカー大佐           | ナイジェル・グリーン     | 池田忠夫                                    |
| モンフェルド中尉       | ガイ・ストックウェル     | 穂積隆信                                    |
| タイン特務曹長         | ジャック・ワトソン       | 緑川稔                                      |
| アルフィー             | ノーマン・ロシントン     | 内海賢二                                    |
| ドーラン               | パーシー・ハーバートン   | 雨森雅司                                    |
| ヘンリー・ポートマン   | ライアム・レドモンド     | 塩見竜介                                    |
| シェリル・ポートマン   | へレディ・ハント         | 浅井淑子                                    |
| クルグ軍曹             | レオ・V・ゴードン        | 加藤正之                                    |
| ブルックナー           | ロバート・ウォルダース   | 井上弦太郎                                  |
| ボイデン               | アンソニー・アシュダウン | 納谷六朗                                    |
| ナレーション           | N/A                      | 納谷悟朗                                    |
| 不明 その他            |                          | 水島晋 原田一夫 石井敏郎 村松康雄 木原規之  |
|                        |                          |                                             |
| 演出                   | 演出                     | 山田悦司                                    |
| 翻訳                   | 翻訳                     | 進藤光太                                    |
| 効果                   | 効果                     | 赤塚不二夫                                  |
| 調整                   | 調整                     | 栗林秀年                                    |
| 制作                   | 制作                     | グロービジョン                              |
| 解説                   | 解説                     | 淀川長治                                    |
| 初回放送               | 初回放送                 | 1971年10月10日 『日曜洋画劇場』 21:00-22:55 |